# Cyrtus gibbus
Cyrtus gibbus är en tvåvingeart som först beskrevs av Fabricius 1794.  Cyrtus gibbus ingår i släktet Cyrtus och familjen kulflugor. Inga underarter finns listade i Catalogue of Life.

## Bildgalleri

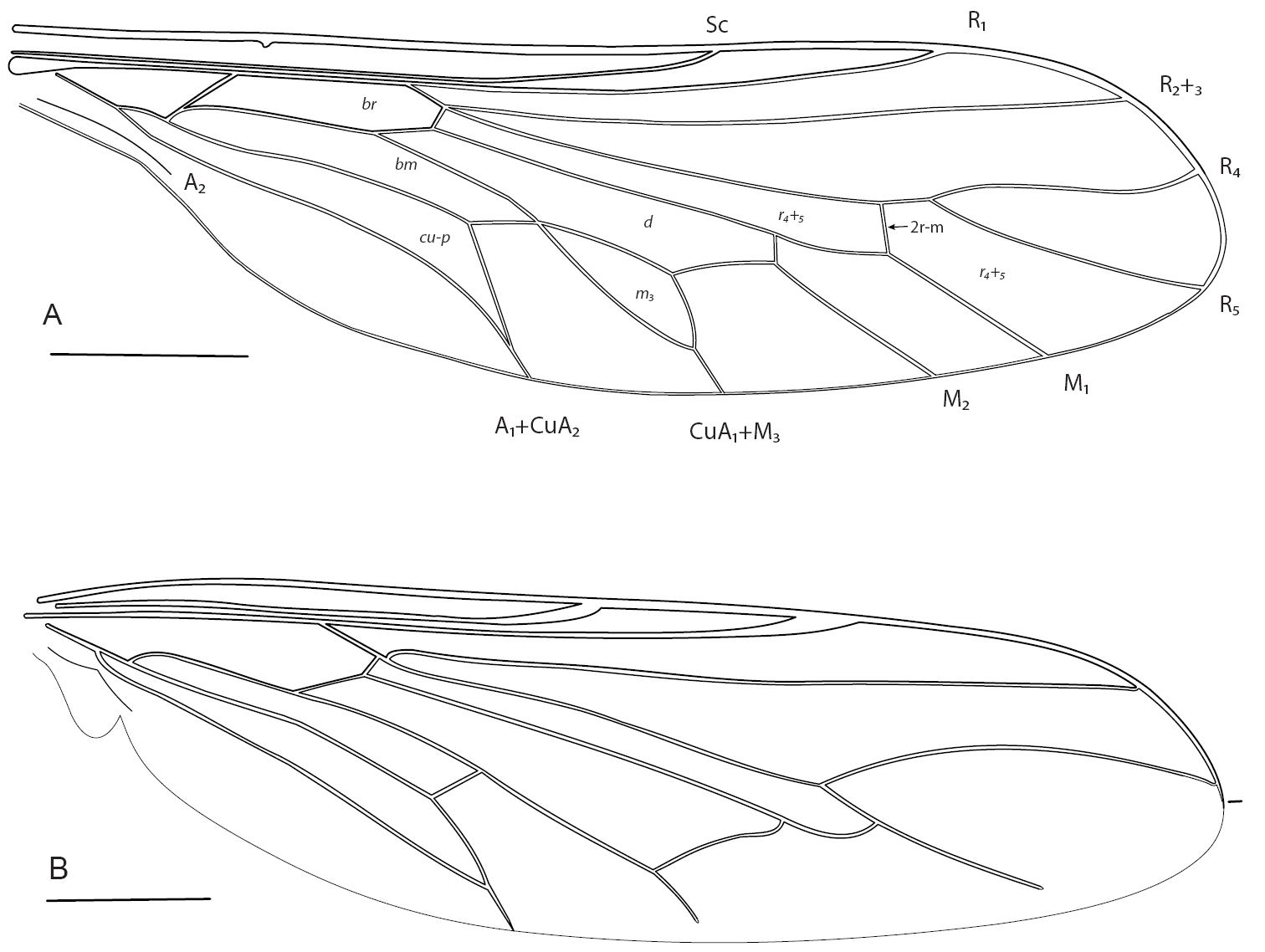